# Acrocyrtidus longipes
Acrocyrtidus longipes är en skalbaggsart som först beskrevs av Masaki Matsushita 1941.  Acrocyrtidus longipes ingår i släktet Acrocyrtidus och familjen långhorningar.
Artens utbredningsområde är Taiwan. Inga underarter finns listade i Catalogue of Life.